# 오긍선
오긍선(吳兢善, 1878년 10월 4일~1963년 5월 18일)은 구한 말의 계몽사상가이자 일제강점기와 대한민국의 의학자, 사회사업가이다. 그의 본관은 해주(海州)이며 자는 중극(重克), 아호는 해관(海觀)이다.
우리나라 국내 서구적 보육원 도입자 1세대이고 국내 양로원 서구화 개혁 공헌자의 효시이자 피부과, 내과 의사였으며 피부과학 개척의 선구자로 인정된다. 배재학당을 나온 후 개화파 구성원으로서 이상재, 서재필 등과 함께 협성회, 독립협회, 만민공동회에서 일하다가, 미국에 유학하여 켄터키 센트럴대학교 의과대학을 나온 후 의사가 되었다. 동 대학을 나오면서 미국 남장로교회 선교사 자격으로 귀국하였으며, 군산, 목포 등 미국 남장로교회 선교지역인 호남에서 의료 선교를 통한 사회 사업에 종사했다. 이 기간 중 군산과 목포에서 소학교 설립 및 중등 학교 교장을 지내며 교육인으로도 활동했다.
1913년 세브란스연합의학전문학교의 조교수 겸 진료의사로 파견되어 이후 30년간 세브란스 의전에서 의사, 교수 등으로 지도하였다. 1920년 세브란스의전 학감, 1929년 세브란스의전 부교장에 이어 1934년에는 세브란스의전 제2대 학교장이 되었다. 해방 이후에는 구황실재산관리국 국장을 지냈으며 피부과 의사와 내과 의사들을 길러냈다. 세브란스의전 교장으로 퇴임한 이후 보육 사업에 전념하였다.

## 생애

### 생애 초반

#### 출생과 젊은 시절
해관 오긍선은 1878년 10월 4일 충청남도 공주군 사곡면 운암리에서 사헌부감찰을 지낸 아버지 오인묵(吳仁默)과 어머니 한산이씨(韓山李氏)의 아들로 태어났으며 영의정 오윤겸의 9세손이다. 9세때부터 서당에서 한학을 배우고 15세때부터 과거시험을 준비했으나 갑오개혁으로 과거제가 폐지되자, 1896년 스승의 추천을 받아 내부 주사로 근무했다. 1896년 10월 배재학당에 입학하여 협성회(協成會)와 독립협회 활동에 참여하고 서재필, 이상재, 윤치호 등과 함께 만민공동회 간부로 활약하였다.

#### 계몽 활동과 피신 생활
배재학당 학생으로서 1897년 독립협회에 가입했고，배재학당 안에 조직된 학생단체인 협성회의 간사로 활동했다. 그는 이승만과 함께 협성회의 간부로 청년 계몽사상가를 길러내고 지도하는데 노력하였다.
그 뒤 이승만 등과 함께 협성회, 만민공동회의 간부로 활동하던 중 척족파와 대한제국 정부에 날조된 만민공동회 사건으로 체포령이 내려지자 공주에서 포교활동을 하던 침례교 선교사인 스테드만(Steadman)의 집으로 피신하였다. 사태가 곧 진정되자 상경하여 1900년 배재학당을 졸업한 그는 스테드만의 한글 교사, 동역자로 활동하던 중, 스테드만이 미국으로 돌아가기 전 소개해 준 미국 남장로교회 선교사 불(Bull, 부위렴)의 한글교사와 조사로 활동하였다. 이후 1902년 12월부터는 군산야소병원으로 부임한 의료선교사 알렉산더(A. J. A. Alexander)의 어학교사를 겸 하였다. 오긍선은 배재학당에 입학하여 맞이한 첫 크리스마스이브 행사에 참석한 것을 계기로 개종하여 아펜젤러에게 세례를 받았는데, 알렉산더의 권유로 미국에 유학하면서 장로교도가 되었다.

#### 대학 재학 시절
1903년 배편으로 일본을 거쳐 미국으로 유학, 이때 본국의 부친 별세 소식을 받고 급히 귀국하던 알렉산더 의사가 청년학도 오긍선을 데리고 들어가서 학비 등 일체를 담당해 주며 의학 공부를 하게 했다. 그는 학비 걱정 없이 미국에서 공부에 전념하였다.
그는 센트럴 대학교 아카데미 과정을 이수 후 1913년 12월부터 루이빌 캠퍼스로 가서 의학 수업을 받았다. 1907년 센트럴대학 의학부를 졸업과 동시에 미국 의사면허를 취득하였는데, 서재필, 김점동(박에스더)에 이어 세 번째이다.

### 의학, 사회 활동

#### 인턴의 생활과 귀국
1907년 10월 미국 남장로교회 선교부로부터 한국파견 선교사자격을 얻어 귀국하였다. 그해 9월 전라북도 옥구군 군산에 세워진 야소병원에서 다니엘의 조수로 근무를 시작하였다. 한편 자신의 사재와 월급 등을 기부하여 1909년 옥구군의 구암교회 예배당을 설립, 헌당하였다. 또한 교육선교사업에도 관심을 쏟아 군산에 안락학교와 영명학교를 세웠다.
1908년 11월, 선교부의 지시로 군산을 떠나 전라남도 목포로 가서 목포진료소장으로 취임하였고, 1909년 5월에 군산야소병원장으로 부임하였다. 그리고 1911년 9월에 목포 앳킨슨병원장으로 부임하였다. 그곳에 있는 영흥학교 교장직을 수행하며 교육 사업에 심혈을 이던 중 미국 남장로교회 선교부 대표자격으로 세브란스의학교 조교수 겸 진료의사로 전임하였다.

#### 세브란스 의전 활동
1913년 세브란스병원장 에비슨(Avison)의 추천으로 세브란스의학전문학교 최초의 조선인 교수가 되었고, 일본 정부의 주선으로 1916년 4월 도쿄제국대학에서 의학부에서 피부비뇨기과학을 전공, 수학한 뒤 1917년에는 세브란스의학전문학교에 피부과교실을 신설하고 과장 겸 주임교수로 취임했다. 1918년 뜻 있는사람들과 토요구락부를 조직하여 시국문제를 토론하기도 했고，1920년 1월에는 경성고아구제회에 참여하였으며, 1922년부터 재단법인 경성보육원의 이사로 활동하였다.
경성보육원은 김병찬 장로가 거지 아이들을 데려다 보살펴 준 고아원에서 시작된 것으로 법인화되면서 윤치호를 원장에 추대하였다. 이후 보육원의 실질적인 업무를 관장하던 중 원장이 되었으며, 경성양로원을 인수하여 운영하기도 했다. 또한 미국 남장로교회를 설득하여 고아원과 장애 아동, 소외 계층을 돌보는 일의 필요성을 역설하기도 했다. 1920년 세브란스의학전문학교 교감이 되었다.
한편 1920년대부터 유행하는 청소년과 미성년자의 음주와 담배, 대마초 흡연의 유해성을 알리고 이를 금지, 자제할 것을 촉구하기도 했다. 또한 공창제폐지기성회에 참여하여 창녀촌과 매춘업 금지와 폐지를 촉구하였다. 한편 조선총독부 학무국을 상대로도 청소년과 미성년자의 흡연과 음주 금지 법안을 제정할 것을 요구하였다.
1929년에는 세브란스의학전문학교 부교장이 되었다. 1931년 경성양로원을 설립, 윤치호를 원장으로 추대하였으나 오긍선 자신이 세브란스 의학전문학교 교수직과 함께 양로원의 실질적인 업무를 총괄하였다. 1936년부터는 양로원의 제2대 원장으로 취임하였다. 1934년 세브란스의학전문학교 제2대 교장에 올랐다.

#### 일제 강점기 후반
한편 세브란스 의학전문학교 교장으로 재직하면서 그는 세브란스 의학전문학교를 일본 문교성 지정학교로 승격시켰고，인력과 시설을 확충시켰다.
1930년대 초반부터 일제가 황민화를 위해 설립한 조선교화단체연합회에서 활동하며 친일 활동을 벌이기 시작하여, 중일 전쟁과 태평양 전쟁 때는 적극적으로 친일에 참여했다. 사상범을 감시하는 사상보호관찰소 보호사 직무촉탁에 임명되었고, 친일 단체들인 국민총력조선연맹, 조선임전보국단에 가입하여 강연과 기고 활동을 통해 전쟁을 미화하고 참전을 독려했다. 한편 자존심이 강했던 그는 창씨개명령이 떨어졌을 때 일본식으로 창씨하기를 거부하기도 했다.
한편 그의 대가 없는 사회사업과 선교, 의료 사업이 미국 남장로교회 선교사들을 통해 미국에도 알려져 1934년 모교인 센트럴 대학에서 자랑스러운 동문으로 추대하고 명예이학박사 학위를 수여받았다. 또한 같은 해 루이빌 대학교(루이빌 의과대학의 후신)에서는 명예법학박사를 받았다.
세브란스의과대학 내과 교수와 피부과 교수를 겸하였고, 동시에 세브란스병원의 병원장도 겸임하였다. 그러나 선교사들을 옹호, 보호하는 등의 태도와 신사 참배 거부 문제로 조선총독부 학무국과 갈등, 마찰을 빚다가 1942년 압력으로 세브란스 의학전문학교 교장직을 사임하였다.

### 생애 후반

#### 군정기 활동
1945년 광복직후, 오긍선은 한민당계열에 합류하였고, 9월 9일 미군 24군단이 입성했을 때 미군정장관 등을 만나 인공과 건준은 "일본과 협력한 한인집단"에 의해 조직되었으며, 여운형은 "한인들에게 잘 알려진 부일협력 정치인"이라고 왜곡하여 주장하였다. 또한 해방 직후에 출범한 조선피부비뇨기과학회 명예회장에 추대되었다.
해리 트루먼 미국 대통령이 그에게 친서를 보내 미군정 민정장관을 권하였지만 사양하였다. 조선인 민정장관을 내세우려던 미군정은 실패후 1946년까지 한동안 군정 체제를 유지하였다. 1946년 전국사회사업연맹 이사장에 추대되었다. 1948년에는 대한기독교서회 이사로 참여하였다.
의학 활동과 교육의 공로로 서울특별시 시민보건위생공로감사장, 민간사회분야 사회사업공로표창, 대한의학협회 의학교육공로표창 등을 받고, 정부의 공익포장(公益褒章), 새싹회의 소파상(小波賞) 등을 수상하였다. 사후에는 문화훈장을 받기도 했다.

#### 건국 이후
1948년 대한민국 정부 수립 후 관계에 진출하라는 주변의 권유를 뿌리치고 안양기독보육원장으로서만 진력하였는데, 한때 불우한 처지에 빠진 나혜석을 돌보는 한편 일본에서 불우한 생활을 하던 김명순을 국내로 데려오려 했으나 실패하였다. 제1공화국 초반 이승만의 거듭된 출사 요구로 구황실 재산관리총국장을 지내기도 하였다. 이후 대한성서공회 이사장, 기독교청년회이사, 서울여자의과대학 재단이사 등을 지냈다. 이승만 대통령은 사회부장관을 제의했으나 모두 거절했다.
1950년 대한기독교성서공회 이사장이 되고, 그해 YMCA의 이사를 겸임했으나 곧 사퇴했다. 1950년부터 1951년 다시 부산 피란 시절에 구황실재산관리총국 국장직을 맡았으나 이승만과의 불화로 그만두었다. 그가 잠시나마 공직을 맡은 이유는 비록 주사였지만 한때 황실의 은혜를 입었다고 판단했기 때문이었다. 그러나 구황실에 대한 이승만의 태도와 정부의 처사가 너무 야박하다고 생각하여 이를 따졌다가 이승만 대통령과 갈등했고, 결국 총국장 직을 사직했다. 이후 사회사업에 전념하였다. 1952년 한국사회사업연합회 회장에 추대되었다. 그밖에 중앙노동위원회 대표위원을 맡기도 했다. 1963년 5월 18일 서울 서대문구 자택에서 사망하였다. 한편 그는 운명할 때 '이제 여관에 있다가 이제 내 집으로 돌아간다'는 유언을 남겼다 한다.
5월 22일 신문내예배당에서 연세대학교 의과대학에 의해 의과대학장으로 장례식을 거행한 뒤 경기도 양주 망우리에 장사하였다.

### 사후
경기도 양주군 노해면 망우리 산 57(현, 서울특별시 중랑구 망우동 산 57)의 봉화중학교와 용마공원 뒷편 망우리 공동묘지에 부모 한산이씨 내외와 자녀들 등과 함께 안장되었다. 묘지번호는 No.203636번이고, 가족묘지 입구에는 오긍선 연보비가 세워졌으며, 연보비를 따라 올라오면 동락천약수터가 있고, 박승빈의 묘와, 이영준의 묘소가 묘지로 올라오는 길 좌측에 있다.
1918년 좋은집의 전신인 경성보육원, 1931년 경성양로원을 설립하는 등 사회사업 분야에서 공을 세워 많은 포상을 수여받았으나, 2008년 민족문제연구소에서 친일인명사전에 수록하기 위해 정리한 친일인명사전 수록예정자 명단에 선정되었다. 연세대학교의 교내 단체인 민주노동당 학생위원회가 2005년 발표한 '연세대 친일파 명단' 7인 중에도 들어 있다. 2009년 친일반민족행위진상규명위원회가 발표한 친일반민족행위 705인 명단에 포함되었다.
주일공사와 홍익대학교 법학교수를 지낸 차남 오진영이 윤치소의 둘째 딸과 결혼하여 윤치소와는 사돈 간이다. 차남 오진영은 경성제국대학 사학과를 졸업한 뒤 다시 경성제국대학 법학과로 재입학하여 사학과 법학을 전공한 뒤 법제사학자로 활동하였다.

## 학력
- 1896년 배재학당 졸업
- 1901년 미국 켄터키 주립 센트럴 대학교 물리화학과 공학사
- 1907년 미국 켄터키 루이빌 센트럴 대학교 의과대학 의학사
- 1909년 미국 루이빌 의과대학교 의과대학원 의학석사
- 1917년 일본 도쿄 제국 대학교 의과대학원 의학박사(M.D)

### 명예 박사 학위
- 1934년 미국 센트럴 대학교 명예 이학박사
- 1937년 미국 루이빌 대학교 명예 법학박사

## 상훈 경력
- 1949년 사회사업공로표창
- 1962년 11월 새싹회 소파상
- 1962년 정부 공익포장
- 1949년 대한의학협회 의학교육공로표창
- 1963년 문화훈장

## 사상과 신념

### 자신에 대한 엄격함
오긍선은 평소 자신에게도 엄격하였고 가족들에게도 대단히 엄격하였다. 그는 아들 오한영이 개인 병원을 설립하려 하자 의사는 이익을 취해서는 안된다며 반대하였다.
한편 당대의 지식인들과 사대부들이 첩을 두고, 기생첩과 내연녀를 두는 것에 대해서도 상당히 비판적이었다. 또한 자신보다 나이가 5세 연상에다가 마마를 앓다가 얼굴이 곰보가 된 아내 밀양박씨와 평생 해로하였고, 다른 여자들의 유혹을 모두 물리쳤다. 또한 그는 자식들에게도 평생에 이혼이란 있을 수 없다고 선언하고 이혼을 허락하지 않았다. 엄격한 태도 중간중간 그는 농담을 즐기기도 하였다. 하루는 그의 한 외손녀가 서양인들은 왜 털이 많으냐고 묻자 그는 그래서 전털맨(全)이라 하지 않느냐고 하였다. 젠틀맨을 한국어화한 농담이었다.

### 사회 정화 활동
그는 1920년대부터 공창제 금지 운동을 벌였다. 또한 미성년자와 청소년의 음주와 담배 흡연을 반대하는 운동도 추진하였다. 1920년대 초부터 미국과 서구에 유학을 다녀온 학생들에 의해 담배와 술 문화가 확산되면서 청소년들도 담배와 대마초 흡연과 술을 마시기 시작했다.
오긍선은 공창제 폐지운동기성회에 참여하는 한편 1923년 세브란스병원 내에도 공창(公娼) 폐지운동기성회를 조직했고，1932년에는 미성년자음주흡연금지법 실시촉성회에 참여하는 등 사회 각 분야의 정화를 위해서도 노력했다. 또한 조선총독부와 해방 후 미군정에 청소년의 음주, 흡연 금지 법안을 제정할 것을 촉구하는 서한을 보내기도 했다.

### 자유주의적인 가치관
그는 독실한 기독교 신자였지만 술도 마시고, 담배도 피웠다. 초기의 장로교 선교사들은 술과 담배를 엄격하게 금지했지만 술과 담배는 하나의 취향이라며 금연, 금주를 거부하였다.

## 가족 관계
대한민국 제4대 대통령을 지낸 윤보선은 그의 며느리 윤의경의 오빠였다. 또한 윤치호, 윤치소와 사돈간이었다.
- 아버지 : 오인묵(吳仁默, 1850년 ~ 1933년)
- 어머니 : 한산 이씨(韓山李氏)
  - 여동생 : 오정선
  - 여동생 : 오현관(1889년~1987년)
  - 여동생 : 오현주(1894년 ~ 1989년)
- 부인 : 밀양 박씨(密陽 朴氏, 1872년 ~ 1945년 12월)
  - 아들 : 오진영(吳震泳, 1911년 ~ ?)
  - 며느리 : 윤의경, 윤치소의 딸
    - 손자 : 오태근

  - 아들 : 오한영(吳漢泳, 호는 운암(雲庵), 1898년 5월 11일 ~ 1952년 4월 14일)
  - 며느리 : 함종어씨(咸從魚氏, 1898년 ~ ?)
    - 손자 : 오중근(1923년 ~ 1983년 7월 30일)
    - 손자 : 오장근(1927년 9월 26일 ~ 2009년 5월 18일)

## 평가와 비판
의학 교육과 선교, 보육, 사회봉사사업에 헌신하였고 사심이 없이 사회환원을 하였다는 평가가 있다. 한편으로 권위주의적이고 자존심이 강하다는 시각이 있다. 윤치호는 그가 외국인 선교사들을 너무 고압적으로 대하였다는 기록을 남기기도 했다.
오긍선의 생애에 대해서는 한국 최초의 양의사로서 서양의학의 선구자이며 기독교적 양심을 지닌 사회사업가, 또는 기독교와 의술을 출세에 이용한 기회주의적 친일인사라는 이중적인 판단이 상존하고 있다. 세브란스의학전문학교 후신인 연세대학교 의과대학은 해관 오긍선 기념사업회와 함께 매년 기념 학술대회를 열고 있다.

## 기타
그의 묘소 근처에는 아버지 오인묵의 '감찰 오인묵 적선비' (監察吳仁默積善碑)가 소재해 있다. 아버지 오인묵은 생전 자신의 공덕을 찬양하는 것은 옳지 못하다 하여 주민들이 세운 공적비를 땅에 묻었다가, 그가 죽은 뒤에 세웠다고 한다.

## 같이 보기
| - 경성보육원 - 경성양로원 - 좋은집 - 배재학당 - 배재고등학교 - 세브란스의학전문학교 - 연희전문학교 - 연세대학교 - 오현주 - 오현관 - 이제마 - 윤치호 - 지석영 | - 안양기독보육원 - 오한영 - 나혜석 - 김명순 - 윤치소 - 윤보선 - 이승만 - 윤치왕 - 슈바이처 - 이길여 |

## 참고자료
- 오긍선기념사업회, 해관 오긍선, (연세대학교 출판부, 1977)
- 기창덕, 우리나라 여명기(1876-1945)의 피부과학, 《의학사》제6권 제1호, 89~103쪽 (대한의사학회, 1997년)
- 기창덕, 의학계의 해외유학생, 《의학사》제3권 제2호, 170~192쪽 (대한의사학회, 1994년)
- 반민족행위특별조사위원회, 오현주 심문조서 (1949년)